# 圖魯漢斯克區

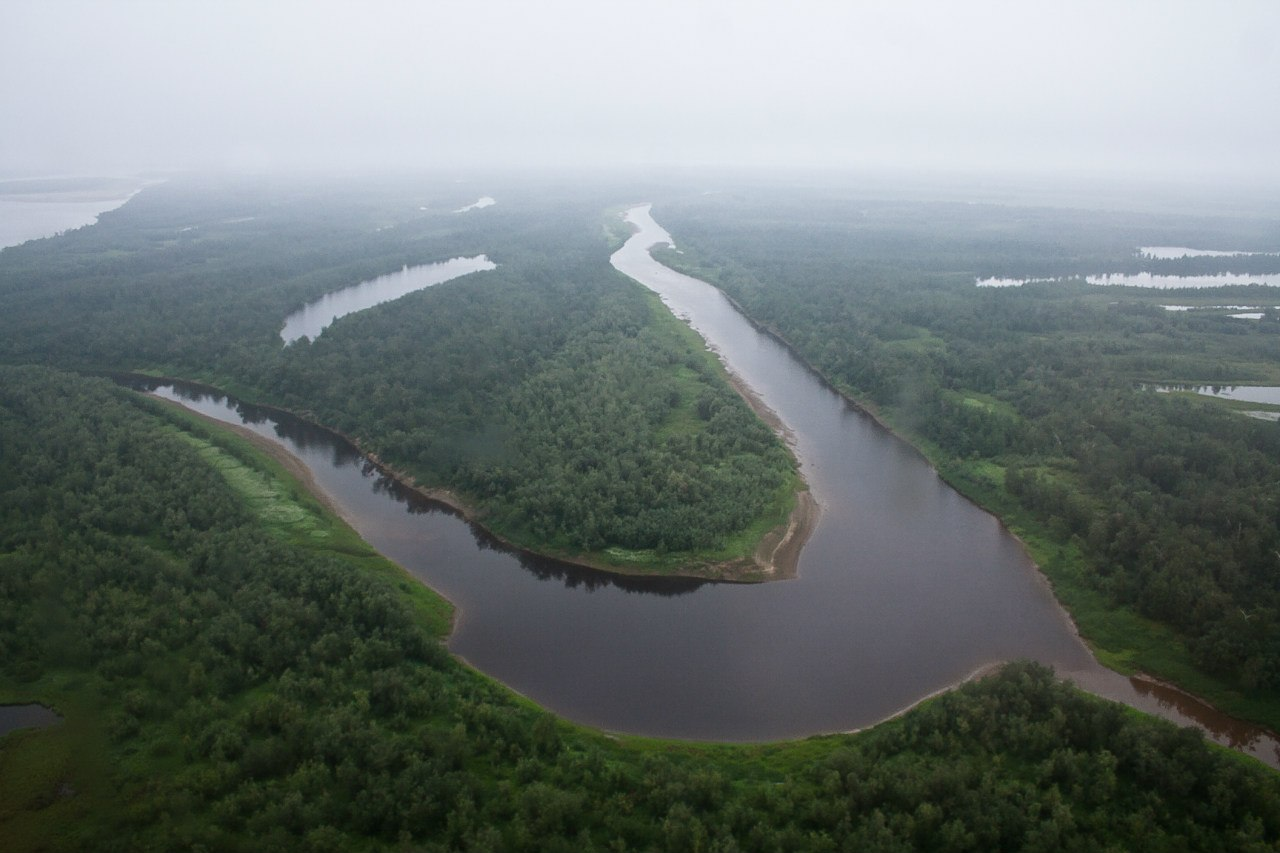

64°N 88°E / 64°N 88°E
圖魯漢斯克區（俄语：Туруханский район），是俄羅斯的一個區，位於該國西南部，由克拉斯諾達爾邊疆區負責管轄，始建於1928年6月7日，面積211,189平方公里，2021年人口12,808，人口密度每平方公里0.06人。斯大林在流亡期间曾于此居住。行政中心为图鲁汉斯克，城镇定居点有伊加爾卡。